# Chêne-Sec
Pour les articles homonymes, voir Chêne (homonymie).
Chêne-Sec est une commune française située dans le département du Jura, dans la région culturelle et historique de Franche-Comté et la région administrative Bourgogne-Franche-Comté.

## Géographie

Limites communales.

Chêne-Sec fait partie de la Bresse. Elle est la plus petite commune du Jura par sa superficie.
Le territoire de la commune présente une particularité remarquable : celle d'être découpé en trois fractions distinctes, l'une de 47 hectares et les deux autres de 26 hectares et 10 hectares. Si la partie totalisant 47 hectares est « pleinement » rattachée au département du Jura, les deux autres, en revanche, sont totalement enclavées dans le département de Saône-et-Loire, à l'intérieur du territoire de la commune voisine de Beauvernois (ce qui constitue le seul cas de territoire communal enclavé à l'intérieur du département de Saône-et-Loire).

### Communes limitrophes

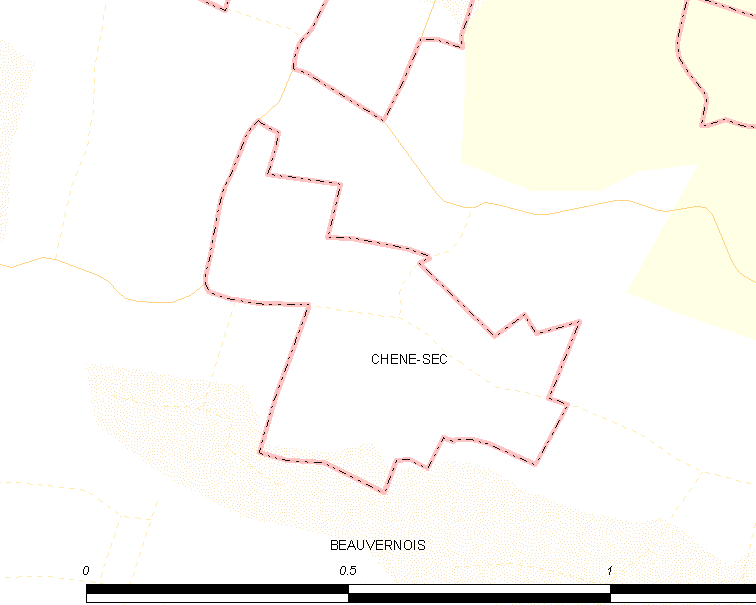
Carte de la commune de Chêne-Sec et des proches communes.

### Climat
Pour des articles plus généraux, voir Climat de la Bourgogne-Franche-Comté et Climat du département du Jura.
En 2010, le climat de la commune est de type climat des marges montargnardes, selon une étude du Centre national de la recherche scientifique s'appuyant sur une série de données couvrant la période 1971-2000. En 2020, Météo-France publie une typologie des climats de la France métropolitaine dans laquelle la commune est exposée à un climat semi-continental et est dans une zone de transition entre les régions climatiques « Bourgogne, vallée de la Saône » et « Jura ».
Pour la période 1971-2000, la température annuelle moyenne est de 10,7 °C, avec une amplitude thermique annuelle de 17,5 °C. Le cumul annuel moyen de précipitations est de 1 037 mm, avec 12,3 jours de précipitations en janvier et 8,5 jours en juillet. Pour la période 1991-2020, la température moyenne annuelle observée sur la station météorologique de Météo-France la plus proche, « Lombard », sur la commune de Lombard à 9 km à vol d'oiseau, est de 12,1 °C et le cumul annuel moyen de précipitations est de 1 128,6 mm. 
La température maximale relevée sur cette station est de 39,5 °C, atteinte le 24 juillet 2019 ; la température minimale est de −16,5 °C, atteinte le 5 février 2012,,.
Les paramètres climatiques de la commune ont été estimés pour le milieu du siècle (2041-2070) selon différents scénarios d'émission de gaz à effet de serre à partir des nouvelles projections climatiques de référence DRIAS-2020. Ils sont consultables sur un site dédié publié par Météo-France en novembre 2022.

## Urbanisme

### Typologie
Au 1er janvier 2024, Chêne-Sec est catégorisée commune rurale à habitat très dispersé, selon la nouvelle grille communale de densité à sept niveaux définie par l'Insee en 2022.
Elle est située hors unité urbaine et hors attraction des villes,.

### Occupation des sols
L'occupation des sols de la commune, telle qu'elle ressort de la base de données européenne d’occupation biophysique des sols Corine Land Cover (CLC), est marquée par l'importance des territoires agricoles (100 % en 2018), une proportion identique à celle de 1990 (100 %). La répartition détaillée en 2018 est la suivante : 
zones agricoles hétérogènes (85,4 %), terres arables (13,4 %), prairies (1,2 %). L'évolution de l’occupation des sols de la commune et de ses infrastructures peut être observée sur les différentes représentations cartographiques du territoire : la carte de Cassini (XVIIIe siècle), la carte d'état-major (1820-1866) et les cartes ou photos aériennes de l'IGN pour la période actuelle (1950 à aujourd'hui).

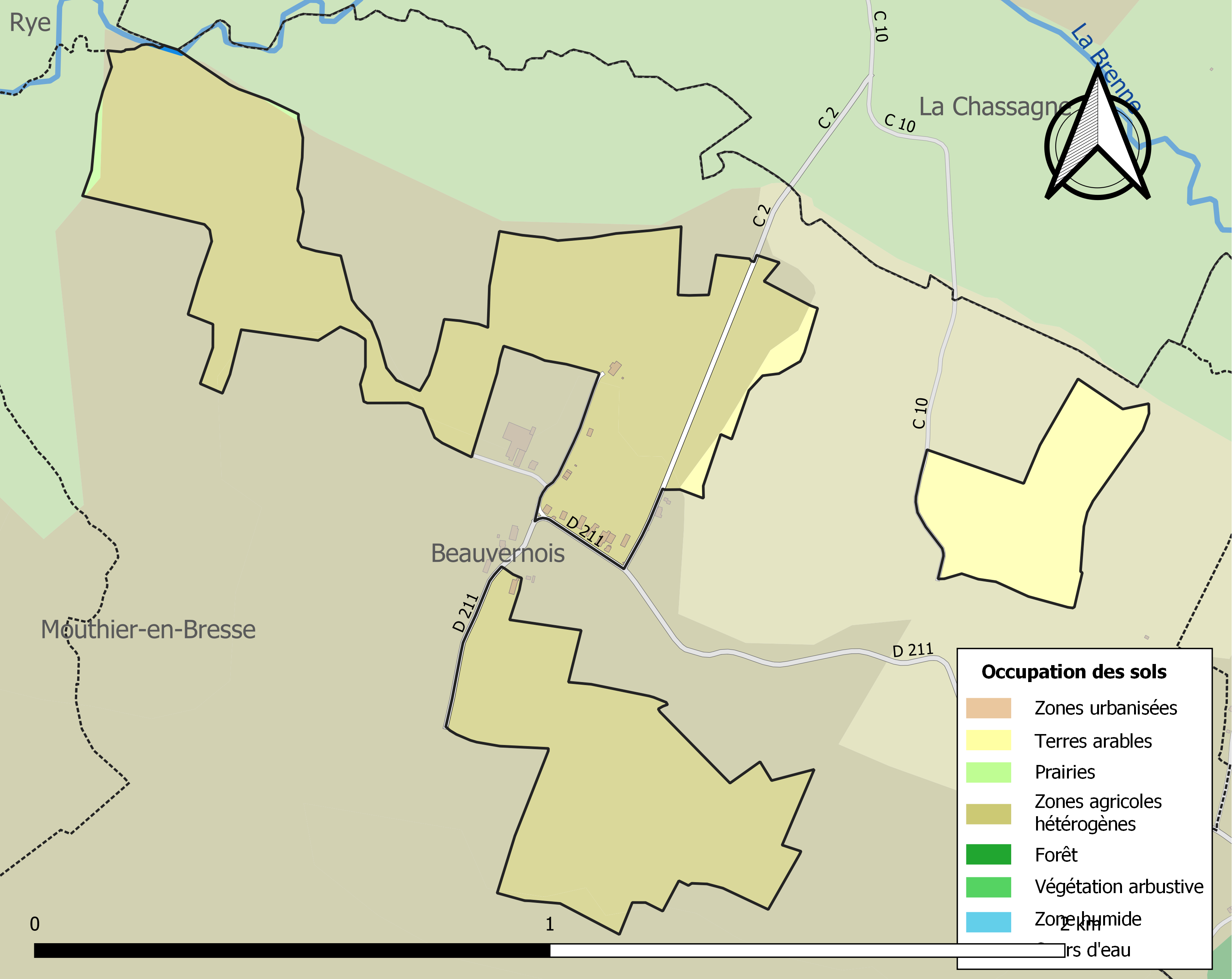
Carte des infrastructures et de l'occupation des sols de la commune en 2018 (CLC).

## Toponymie
Le toponyme Chêne-Sec est issu du gaulois cassanos signifiant chêne.

## Histoire
Le 29 avril 1833 sous la monarchie de Juillet, une loi est promulguée réunissant les communes de Chêne-Sec et de Beauvernois en une seule, dont le chef-lieu est fixé à Beauvernois, et dans le département de Saône-et-Loire. Mais le 5 juin, un ordonnance annonce que c'est par erreur que ce projet de loi a été inséré au Bulletin des Lois. Le projet de la Chambre des députés du 28 janvier incluait en effet la nouvelle commune dans le département du Jura, alors qu'à la Chambre des pairs c'est un projet de loi différent issu de réclamation des autorités locales qui avait été voté, plaçant la commune en Saône-et-Loire. Un nouveau projet de loi est donc proposé à la Chambre des députés le 5 juin, plaçant cette fois la commune en Saône-et-Loire. La procédure semble ne pas avoir eu de suite.

## Politique et administration

### Tendances politiques et résultats

#### Élections Régionales
Le village de Chêne-Sec place la liste "Notre Région Par Cœur" menée par Marie-Guite Dufay, présidente sortante (PS) en tête, dès le 1er tour des Élections régionales de 2021 en Bourgogne-Franche-Comté, avec 25,00 % des suffrages à égalité avec Gilles Platret (LR). Lors du second tour, les habitants décideront de placer de nouveau la liste de "Notre Région Par Cœur" menée par Marie-Guite Dufay, présidente sortante (PS) en tête, avec cette fois-ci, près de 53,33 % des suffrages. Devant les autres listes menées par Gilles Platret (LR) et Julien Odoul (RN) en seconde position à égalité avec 20,00 %, et en dernière position celle de Denis Thuriot (LaREM) avec 6,67 %.

#### Élections Départementales
Le village de Chêne-Sec faisant partie du Canton de Bletterans place le binôme de Philippe Antoine (LaREM) et Danielle Brulebois (LaREM), en tête, dès le 1er tour des Élections départementales de 2021 dans le Jura, avec 82,35 % des suffrages. Lors du second tour, les habitants décideront de placer de nouveau le binôme de Philippe Antoine (LaREM) et Danielle Brulebois (LaREM), en tête, avec cette fois-ci, près de 82,35 % des suffrages. Devant l'autre binôme menée par Josiane Hoellard (RN) et Michel Seuret (RN) qui obtient 17,65 %.

### Liste des maires de Chêne-Sec
| Période                                  | Période                     | Identité       | Étiquette | Qualité |
| ---------------------------------------- | --------------------------- | -------------- | --------- | ------- |
| Les données manquantes sont à compléter. |                             |                |           |         |
| avant 1995                               | En cours (au 30 avril 2014) | Pierre Chanois | DVD       |         |

## Démographie
L'évolution du nombre d'habitants est connue à travers les recensements de la population effectués dans la commune depuis 1793. Pour les communes de moins de 10 000 habitants, une enquête de recensement portant sur toute la population est réalisée tous les cinq ans, les populations de référence des années intermédiaires étant quant à elles estimées par interpolation ou extrapolation. Pour la commune, le premier recensement exhaustif entrant dans le cadre du nouveau dispositif a été réalisé en 2004.

En 2022, la commune comptait 39 habitants, en évolution de +11,43 % par rapport à 2016 (Jura : −0,81 %, France hors Mayotte : +2,11 %).
| 1793 | 1800 | 1806 | 1821 | 1831 | 1836 | 1841 | 1846 | 1851 |
| ---- | ---- | ---- | ---- | ---- | ---- | ---- | ---- | ---- |
| 165  | 159  | 160  | 155  | 143  | 133  | 117  | 115  | 113  |

| 1856 | 1861 | 1866 | 1872 | 1876 | 1881 | 1886 | 1891 | 1896 |
| ---- | ---- | ---- | ---- | ---- | ---- | ---- | ---- | ---- |
| 116  | 117  | 113  | 116  | 114  | 106  | 112  | 117  | 108  |

| 1901 | 1906 | 1911 | 1921 | 1926 | 1931 | 1936 | 1946 | 1954 |
| ---- | ---- | ---- | ---- | ---- | ---- | ---- | ---- | ---- |
| 102  | 102  | 100  | 86   | 81   | 95   | 82   | 81   | 81   |

| 1962 | 1968 | 1975 | 1982 | 1990 | 1999 | 2004 | 2006 | 2009 |
| ---- | ---- | ---- | ---- | ---- | ---- | ---- | ---- | ---- |
| 76   | 56   | 40   | 43   | 50   | 53   | 44   | 40   | 36   |

| 2014 | 2019 | 2022 | - | - | - | - | - | - |
| ---- | ---- | ---- | - | - | - | - | - | - |
| 34   | 39   | 39   | - | - | - | - | - | - |

## Culture locale et patrimoine

### Lieux et monuments
Il n'existe pas d'église sur le territoire de la commune.